# Arsenale (rivista)
(Mario Fortunato, “L’Espresso, 16 febbraio 1986)
Arsenale è stata una rivista di letteratura fondata nel 1984 da Gianfranco Palmery. Del Comitato di redazione facevano parte, tra gli altri, Ginevra Bompiani, Francesco Dalessandro, Valerio Magrelli, Gilberto Sacerdoti, Giovanna Sicari. 
Tra gli autori che hanno scritto su Arsenale si possono ricordare Carlo Betocchi, Attilio Bertolucci, Cesare Brandi, Mario Luzi, Giorgio Agamben, Sergio Quinzio, Luigi Baldacci tra gli italiani, mentre tra gli stranieri Yves Bonnefoy, Raymond Carver e Philip Larkin.

## Storia
Nell’autunno del 1984, dopo mesi di intenso lavoro, venne alla luce, sotto la direzione di Gianfranco Palmery, il numero Zero di “Arsenale”. La scelta del nome ricadde su “Arsenale” in base non solo all’etimologia della parola, ma soprattutto per il significato originale dell’espressione araba, “dar as sina’a”, ovvero “casa del mestiere”, “casa dell’arte”, introdotta dal verso di Dante Quale ne l’arzanà (Inferno XXI, v. 7). 
La redazione aveva stabilito che una parte dei testi da pubblicare sarebbero arrivati grazie a inviti ad autori noti, mentre altri da proposte pervenute alla rivista e sottoposte al giudizio di ben tre lettori, una sorta di peer review ante litteram. 
Molte opere artistiche accompagnarono quelle letterarie, caratterizzandone la pubblicazione. Non si trattava mai solo di illustrazioni, ma si voleva far sì che “quei rapporti fruttuosi, quel vitale contagio, che altre età hanno conosciuto, tra letteratura e arti figurative” (Editoriale del numero zero).
L’Archivio di Arsenale è ora conservato presso il "Fondo Manoscritti di autori moderni e contemporanei" dell'Università di Pavia. 